# Platinum
Platinum o Essentials és la gamma pressupostària de Sony PlayStation a la regió PAL, que cobreix Europa, Orient Mitjà i Àfrica, així com Austràlia i Àsia del Sud. Es va llançar el gener de 1997 com a gamma Platinum, però més tard va ser rebatejada per PlayStation Portable, PlayStation Vita, PlayStation 3 i PlayStation 4 com a Essentials. Els rangs de pressupost similars de Sony inclouen els segells Greatest Hits i The Best per als mercats nord-americà i japonès respectivament.

## Jocs

### PlayStation
| - 007 Racing - 007: The World Is Not Enough - 007: Tomorrow Never Dies - Ace Combat - Ace Combat 3: Electrosphere - Actua Soccer - Adidas Power Soccer - Air Combat - Alien Trilogy - Alone in the Dark: The New Nightmare - Ape Escape - Atlantis: The Lost Empire - A Bug's Life - Battle Arena Toshinden - Bust-A-Move 2 - C-12: Final Resistance - Chase the Express - Colin McRae Rally - Colin McRae Rally 2.0 - Colony Wars - Colony Wars: Red Sun - Command & Conquer - Command & Conquer: Red Alert - Command & Conquer: Red Alert: Retaliation - Cool Boarders 2 - Cool Boarders 3 - Cool Boarders 4 - Crash Bandicoot - Crash Bandicoot 2: Cortex Strikes Back - Crash Bandicoot 3: Warped - Crash Team Racing - Crash Bash - Croc: Legend of the Gobbos - Dancing Stage EuroMix - Dancing Stage PARTY EDiTiON - Destruction Derby - Destruction Derby 2 - Destruction Derby Raw - Die Hard Trilogy - Digimon World - Dino Crisis 2 - Dinosaur - Disney's Aladdin in Nasira's Revenge - Disney's Action Game Featuring Hercules - Disney's Tarzan - Disney's Treasure Planet - Donald Duck: Quack Attack - Doom - Driver - Driver 2 - The Emperor's New Groove | - F1 Championship Season 2000 - Fade to Black - FIFA Soccer 96 - FIFA: Road to World Cup 98 - FIFA 99 - FIFA 2000 - FIFA 2001 - FIFA Football 2005 - Final Fantasy VII - Final Fantasy VIII - Final Fantasy IX - Formula 1 - Formula 1 97 - Formula One 2001 - G-Police - Gran Turismo - Gran Turismo 2 - Grand Theft Auto - Heart of Darkness - In Cold Blood - International Track & Field - International Superstar Soccer Pro - ISS Pro Evolution - The Italian Job - Lilo & Stitch: Trouble in Paradise - Loaded - The Lost World: Jurassic Park - Legacy of Kain: Soul Reaver - Lucky Luke - Medal of Honor - Medal of Honor: Underground - MediEvil - MediEvil 2 - Metal Gear Solid - Mickey's Wild Adventure - Micro Machines V3 - Monsters, Inc. Scare Island - Monopoly - Mortal Kombat Trilogy - Moto Racer - Moto Racer 2 - Moto Racer World Tour - Need for Speed: High Stakes - Need for Speed: Porsche Unleashed - Oddworld: Abe's Oddysee - Oddworld: Abe's Exoddus - Pandemonium - Parasite Eve 2 - Peter Pan: Adventures in Never Land - PGA Tour 96 - Porsche Challenge - Rayman - Rayman 2: The Great Escape - Resident Evil - Resident Evil 2 | - Ridge Racer - Ridge Racer Revolution - Ridge Racer Type 4 - Road Rash - Rugrats in Paris: The Movie - Silent Hill - Soul Blade - Soviet Strike - Spider-Man - Spider-Man 2: Enter Electro - Spyro the Dragon - Spyro 2: Gateway to Glimmer - Spyro: Year of the Dragon - Star Wars: Rebel Assault II: The Hidden Empire - Street Fighter EX Plus Alpha - Stuart Little 2 - Syphon Filter 2 - Syphon Filter 3 - Tekken - Tekken 2 - Tekken 3 - Tenchu: Stealth Assassins - Tenchu 2: Birth of the Stealth Assassins - Thunderhawk 2: Firestorm - Tigger's Honey Hunt - Time Crisis - Time Crisis: Project Titan - TOCA Touring Car Championship - TOCA 2 Touring Cars - TOCA World Touring Cars - Tom Clancy's Rainbow Six: Rogue Spear - Tomb Raider - Tomb Raider II - Tomb Raider III - Tomb Raider Chronicles - Tony Hawk's Skateboarding - Tony Hawk's Pro Skater 2 - Tony Hawk's Pro Skater 3 - Tony Hawk's Pro Skater 4 - Total Drivin' - Toy Story 2: Buzz Lightyear to the Rescue - True Pinball - V-Rally - V-Rally 2 - Wipeout - Wipeout 2097 - Wipeout 3 - Worms - WRC: FIA World Rally Championship Arcade - WWF SmackDown! - WWF SmackDown! 2: Know Your Role - WWF War Zone |

### PlayStation 2
| - 007: Quantum of Solace - 24: The Game - 50 Cent: Bulletproof - Athens 2004 - Battlefield 2: Modern Combat - Black - Bratz: Forever Diamondz - Bratz: Rock Angelz - Brothers in Arms: Road to Hill 30 - Burnout - Burnout 2: Point of Impact - Burnout 3: Takedown - Burnout Dominator - Burnout Revenge - Call of Duty: Finest Hour - Call of Duty 2: Big Red One - Call of Duty 3 - Call of Duty: World at War – Final Fronts - BullyCanis Canem Edit - Cars - Colin McRae Rally 2005 - Colin McRae Rally 3 - Colin McRae Rally 04 - Conflict: Desert Storm - Conflict: Desert Storm II - Conflict: Global Terror - Conflict: Vietnam - Crash Bandicoot: The Wrath of Cortex - Crash Nitro Kart - Crash Twinsanity - Crash Tag Team Racing - Crash of the Titans - Crazy Taxi - Dead or Alive 2 - Devil May Cry - Devil May Cry 2 - Dragon Ball Z: Budokai - Dragon Ball Z: Budokai 2 - Dragon Ball Z: Budokai 3 - Dragon Ball Z: Budokai Tenkaichi - Dragon Ball Z: Budokai Tenkaichi 2 - Dragon Ball Z: Budokai Tenkaichi 3 - Dragon Quest: The Journey of the Cursed King - DRIV3R - Enter the Matrix - EyeToy: Play - EyeToy: Play 2 - EyeToy: Play 3 - EyeToy: Groove - EyeToy: Sports - FIFA 2001 - FIFA Football 2002 - FIFA Football 2003 - FIFA Football 2004 - FIFA Football 2005 - FIFA 06 - FIFA 07 - FIFA 08 - FIFA 09 - FIFA 10 - FIFA 11 - FIFA 12 - FIFA 13 - FIFA 14 - FIFA Street - FIFA Street 2 - Final Fantasy X - Final Fantasy X-2 - Final Fantasy XII - Finding Nemo - Formula One 2001 - Formula One 2002 - Formula One 2003 - Formula One 04 - Formula One 05 - Formula One 06 - The Getaway - The Getaway: Black Monday - God of War - God of War II - Gran Turismo 3 A-Spec - Gran Turismo 4 - Gran Turismo Concept 2002 Tokyo-Geneva - Grand Theft Auto III - Grand Theft Auto: Vice City - Grand Theft Auto: San Andreas - Grand Theft Auto: Liberty City Stories | - Grand Theft Auto: Vice City Stories - Happy Feet - Harry Potter and the Chamber of Secrets - Harry Potter and the Goblet of Fire - Harry Potter and the Order of the Phoenix - Harry Potter and the Prisoner of Azkaban - Harry Potter: Quidditch World Cup - Hitman 2: Silent Assassin - Hulk - Ice Age 2: The Meltdown - Ice Age: Dawn of the Dinosaurs - Jak and Daxter: The Precursor Legacy - Jak II: Renegade - Jak 3 - Jak X - James Bond 007: Agent Under Fire - James Bond 007: Everything or Nothing - James Bond 007: Nightfire - Juiced - Killzone - Kingdom Hearts - Kingdom Hearts II - Lego Indiana Jones: The Original Adventures - Lego Star Wars: The Video Game - Lego Star Wars II: The Original Trilogy - The Lord of the Rings: The Fellowship of the Ring - The Lord of the Rings: The Return of the King - The Lord of the Rings: The Third Age - The Lord of the Rings: The Two Towers - Madagascar - Manhunt - Max Payne - Max Payne 2: The Fall of Max Payne - Medal of Honor: European Assault - Medal of Honor: Frontline - Medal of Honor: Rising Sun - Medal of Honor: Vanguard - Metal Gear Solid 2: Sons of Liberty - Metal Gear Solid 3: Snake Eater - Midnight Club: Street Racing - Midnight Club II - Mortal Kombat: Deadly Alliance - Mortal Kombat: Deception - Mortal Kombat: Shaolin Monks - Moto GP - Moto GP 2 - Moto GP 3 - Moto GP 4 - MTV Music Generator 2 - MTV Music Generator 3 - MX vs. ATV Unleashed - Need for Speed: Carbon - Need for Speed: Most Wanted - Need for Speed: ProStreet - Need for Speed: Underground - Need for Speed: Underground 2 - Oni - Onimusha: Warlords - Pirates of the Caribbean: The Legend of Jack Sparrow - Prince of Persia: The Sands of Time - Prince of Persia: The Two Thrones - Prince of Persia: Warrior Within - Pro Evolution Soccer - Pro Evolution Soccer 2 - Pro Evolution Soccer 3 - Pro Evolution Soccer 4 - Pro Evolution Soccer 5 - Pro Evolution Soccer 6 - Pro Evolution Soccer 2008 - Pro Evolution Soccer 2009 - Pro Evolution Soccer 2010 - Pro Evolution Soccer 2011 - Ratchet & Clank - Ratchet & Clank 2: Locked and Loaded - Ratchet & Clank 3: Up Your Arsenal - Ratchet: Gladiator - Rayman 2: Revolution - Rayman 3: Hoodlum Havoc - Rayman Raving Rabbids - RC Revenge Pro - Red Faction - Red Faction 2 - Resident Evil 4 - Resident Evil – Code: Veronica X - Resident Evil Outbreak - Ricky Ponting Cricket - Rugby 2004 - Rugby 2005 - Rugby 06 - Rugby 08 - Shadow of the Colossus - Shadow the Hedgehog - Showdown: Legends of Wrestling - Shrek 2 - Shrek the Third | - Silent Hill 2: Director's Cut - The Sims - The Sims 2 - The Sims Bustin' Out - The Sims 2: Castaway - The Sims 2: Pets - Smash Court Tennis Pro Tournament - Smash Court Tennis Pro Tournament 2 - Smuggler's Run - SOCOM U.S. Navy SEALs - SOCOM II U.S. Navy SEALs - SOCOM 3 U.S. Navy SEALs - SOCOM U.S. Navy SEALs: Combined Assault - Sonic Heroes - Sonic Mega Collection Plus - Sonic Riders - Soulcalibur II - Soulcalibur III - Spider-Man - Spider-Man 2 - Spider-Man 3 - Spyro: Enter the Dragonfly - Spyro: A Hero's Tail - The Legend of Spyro: A New Beginning - The Simpsons Game - The Simpsons: Hit & Run - SSX - SSX 3 - SSX on Tour - SSX Tricky - Star Wars: Battlefront - Star Wars: Battlefront II - Star Wars: Bounty Hunter - Star Wars Episode III: Revenge of the Sith - Star Wars: The Force Unleashed - Star Wars: Starfighter - State of Emergency - State of Emergency 2 - Stuntman - Stuntman: Ignition - Tekken 4 - Tekken 5 - Tekken Tag Tournament - This Is Football 2002 - This Is Football 2003 - This Is Football 2004 - This Is Football 2005 - Tiger Woods PGA Tour 2002 - Tiger Woods PGA Tour 2003 - Tiger Woods PGA Tour 2004 - Tiger Woods PGA Tour 2005 - Tiger Woods PGA Tour 06 - TimeSplitters - TimeSplitters 2 - TOCA Race Driver - TOCA Race Driver 2 - TOCA Race Driver 3 - Tom Clancy's Splinter Cell - Tom Clancy's Splinter Cell: Chaos Theory - Tom Clancy's Splinter Cell: Double Agent - Tom Clancy's Splinter Cell: Pandora Tomorrow - Tomb Raider: The Angel of Darkness - Tomb Raider: Anniversary - Tomb Raider: Legend - Tony Hawk's American Wasteland - Tony Hawk's Pro Skater 3 - Tony Hawk's Pro Skater 4 - Tony Hawk's Underground - Tony Hawk's Underground 2 - Tourist Trophy - True Crime: New York City - True Crime: Streets of LA - Ultimate Spider-Man - V-Rally 3 - Vexx - Virtua Tennis 2 - The Warriors - World Rally Championship - World Rally Championship 2 - World Rally Championship 3 - World Rally Championship 4 - WRC: Rally Evolved - WWE SmackDown! Here Comes the Pain - WWE SmackDown! Shut Your Mouth - WWE SmackDown! vs. RAW - WWE SmackDown! vs. RAW 2006 - WWE SmackDown! vs. RAW 2007 - WWE SmackDown! vs. RAW 2008 - WWE Smackdown! vs. RAW 2009 - WWF SmackDown! Just Bring It - X-Men: Next Dimension - X-Men 2: Wolverine's Revenge - X-Men: The Official Game - X-Men Legends - X-Men Legends II: Rise of Apocalypse |

### PlayStation 3
| - Army of Two - Army of Two: The 40th Day - Assassin's Creed - Assassin's Creed II – Game of the Year Edition - Assassin's Creed: Brotherhood - Assassin's Creed: Revelations - Avatar: The Game - Batman: Arkham Asylum - Battlefield: Bad Company - Battlefield: Bad Company 2 - BioShock - BioShock 2 - Borderlands – Game of the Year Edition - Burnout Paradise: The Ultimate Box - Call of Duty 3 - Call of Duty 4: Modern Warfare - Call of Duty: Modern Warfare 2 - Call of Duty: Black Ops - Call of Duty: World at War - Colin McRae: Dirt - Colin McRae: Dirt 2 - Dante's Inferno - Dead Space 2 - DiRT 3: Complete Edition - Dragon Age: Origins - Driver: San Francisco - EyePet Move Edition - Fallout 3 - Far Cry 2 - FIFA 08 - FIFA 09 - FIFA 10 - FIFA 11 - FIFA Street 3 | - Fight Night Round 4 - Final Fantasy XIII - God of War III - Gran Turismo 5 Prologue - Gran Turismo 5 - Grand Theft Auto IV: The Complete Edition - HAZE - Heavenly Sword - Heavy Rain: Move Edition - Homefront – Ultimate Edition - Infamous - Infamous 2 - Just Cause 2 - Killzone 2 - Killzone 3 - LittleBigPlanet – Game of the Year Edition - LittleBigPlanet 2 - Mafia II - Medal of Honor - Metal Gear Solid 4: Guns of the Patriots - Midnight Club: Los Angeles – Complete Edition - ModNation Racers - MotorStorm - MotorStorm: Apocalypse - MotorStorm: Pacific Rift - Naruto Shippuden: Ultimate Ninja Storm 2 - Need for Speed: Hot Pursuit - Need for Speed: ProStreet - Need for Speed: Shift - Portal 2 - Prince of Persia - Pro Evolution Soccer 2009 - Pro Evolution Soccer 2010 - Pro Evolution Soccer 2011 | - Pro Evolution Soccer 2012 - Prototype - Race Driver: Grid – Reloaded - Ratchet & Clank: Tools of Destruction - Ratchet & Clank: A Crack in Time - Ratchet & Clank: All 4 One - Red Dead Redemption - Resident Evil 5 - Resistance: Fall of Man - Resistance 2 - Resistance 3 - Ridge Racer 7 - Saints Row 2 - Sniper: Ghost Warrior - Sonic Unleashed - Soulcalibur IV - Star Wars: The Force Unleashed - Street Fighter IV - Tekken 6 - The Elder Scrolls IV: Oblivion – GOTY Edition - The Sims 3 - Tom Clancy’s Rainbow Six: Vegas - Tom Clancy's Rainbow Six: Vegas 2 - Tomb Raider: Underworld - UFC Undisputed 2009 - UFC Undisputed 2010 - Uncharted: Drake's Fortune - Uncharted 2: Among Thieves - Virtua Tennis 3 - WWE SmackDown! vs. Raw 2008 - WWE SmackDown! vs. Raw 2009 - WWE SmackDown! vs. Raw 2010 - WWE SmackDown vs. Raw 2011 - WWE '12 Wrestlemania Edition |

### PlayStation Portable
| - Ace Combat X: Skies of Deception - Ape Academy - Armored Core: Formula Front - Ben 10: Protector of Earth - Brothers in Arms: D-Day - Burnout Legends - Call of Duty: Roads to Victory - Cars - Chessmaster - Chili Con Carnage - Colin McRae Rally 2005 - Crash Tag Team Racing - Crisis Core: Final Fantasy VII - Daxter - Dissidia: Final Fantasy - Dragon Ball Z: Shin Budokai - Dragon Ball Z: Shin Budokai 2 - Driver 76 - Everybody's Golf - FIFA 06 - FIFA 07 - FIFA 08 - FIFA 09 - FIFA 10 - FIFA 11 - FIFA 12 - FIFA 13 - FIFA 14 - FIFA Street 2 - Fired Up - Formula One 06 - Formula One Grand Prix - Gangs of London - Go! Sudoku - God of War: Chains of Olympus - God of War: Ghost of Sparta - Gottlieb Pinball Classics - Grand Theft Auto: Liberty City Stories - Grand Theft Auto: Vice City Stories - Gran Turismo - Harry Potter and the Order of the Phoenix - Harry Potter and the Half-Blood Prince - Jak and Daxter: The Lost Frontier - James Cameron's Avatar: The Game | - Killzone: Liberation - Harry Potter and the Goblet of Fire - Lego Batman: The Videogame - Lego Indiana Jones: The Original Adventures - Lego Star Wars II: The Original Trilogy - Lemmings - LittleBigPlanet - LocoRoco - LocoRoco 2 - Lumines - Medal of Honor: Heroes - Medal of Honor: Heroes 2 - MediEvil: Resurrection - Metal Gear Solid: Peace Walker - Metal Gear Solid: Portable Ops - Midnight Club 3: DUB Edition - Midnight Club: L.A. Remix - ModNation Racers - MotoGP - MotorStorm: Arctic Edge - MX vs. ATV Reflex - Namco Museum Battle Collection - Naruto: Ultimate Ninja Heroes - Need for Speed Carbon: Own The City - Need for Speed: Most Wanted - Need for Speed: ProStreet - Need for Speed: Shift - Need for Speed: Undercover - Need for Speed: Underground 2 - Peter Jackson's King Kong: The Official Game of the Movie - Prince of Persia: Revelations - Prince of Persia: Rival Swords - Pro Evolution Soccer 2009 - Pro Evolution Soccer 2010 - Pro Evolution Soccer 2011 - Pro Evolution Soccer 5 - Pro Evolution Soccer 6 - Pursuit Force - Pursuit Force: Extreme Justice - Ratchet & Clank: Size Matters | - Resistance: Retribution - Ridge Racer - Ridge Racer 2 - Rocky Balboa - Secret Agent Clank - Sega Mega Drive Collection - Smash Court Tennis 3 - SOCOM U.S. Navy SEALs: Fireteam Bravo 2 - Sonic Rivals - SoulCalibur: Broken Destiny - Star Wars: Battlefront II - Star Wars: Lethal Alliance - Star Wars: The Force Unleashed - Syphon Filter: Dark Mirror - Tekken: Dark Resurrection - Tekken 6 - The Simpsons Game - The Sims 2 - The Sims 2: Castaway - The Sims 2: Pets - TOCA Race Driver 2 - Tomb Raider: Anniversary - Tomb Raider: Legend - Tom Clancy's Rainbow Six: Vegas - Tom Clancy's Splinter Cell: Essentials - Transformers: The Game - Virtua Tennis: World Tour - Wipeout Pulse - Wipeout Pure - World Tour Soccer: Challenge Edition - Worms: Open Warfare - World Rally Championship - WWE SmackDown vs. Raw 2006 - WWE SmackDown vs. Raw 2007 - WWE SmackDown vs. Raw 2008 - WWE SmackDown vs. Raw 2009 - WWE SmackDown vs. Raw 2010 |